# رزم‌ناو کلاس آماگی
بتل‌کروزر کلاس امگی (به انگلیسی: Amagi-class battlecruiser) یک کلاس از کشتی است که طول آن 826 ft 1 in (251.8 m) می‌باشد.